# Капалбио Скало
Капалбио Скало (итал. Capalbio Scalo) је насеље у Италији у округу Гросето, региону Тоскана.
Према процени из 2011. у насељу је живело 551 становника. Насеље се налази на надморској висини од 12 м.